# Юхма, Мишши
Михаил Николаевич Юхма (чув. Юхма Мишши, по паспорту — Ильин) (10 апреля 1936, Сугуты, Батыревский район, Чувашская АССР) — советский чувашский писатель, поэт, драматург и переводчик, педагог. Народный писатель Чувашской Республики (1993).

## Биография

### Происхождение
Родился в селе Сугуты Батыревского района Чувашской АССР.
Михаил Николаевич окончил Чувашский государственный педагогический институт имени И. Я. Яковлева, Высшие театральные курсы при Московском институте театрального искусства им. А. В. Луначарского. Работал научным сотрудником Чувашского республиканского краеведческого музея, учителем в Чебоксарской средней школе № 6, инспектором Совмина Чувашской АССР, редактором Чувашского книжного издательства, главным редактором газеты «Вучах».
Печататься начал в 1950-е годы в газете «Авангард» родного района.

### Творческая жизнь, общественная деятельность
Юхма Мишши известен как автор многих исторических романов и повестей, сборников легенд и рассказов, очерков, драматических и поэтических книг; исследований по древней и средневековой истории, а также по фольклору и мифологии чувашского народа.
Произведения М. Юхмы изданы на русском, чувашском и иных языках народов СССР и зарубежных стран. Мишши Юхма работает и в жанре драматургии. На сценах театров ряда стран мира (Азербайджана, Литвы, Украины, Казахстана, Австрии, Кореи и др.) поставлены около тридцати его пьес, в том числе такие как «В ночь полнолуния», «Фундамент», «Перья белого лебедя», «Соломенный мальчик», «Тесто-богатырь», «Муж и жена — одна сатана», «Как попасть в рай», «Слезы богов». По его произведениям созданы оперы и балеты, которые поставлены на сценах большого числа театров. На слова Мишши Юхмы сложено множество песен, которые поются по сей день.
Идеологические предпочтения М. Юхма близки к булгаризму. Одна из основных идей данной идеологии — возрождение булгарской государственности — поддерживается М. Юхма применительно к Чувашской Республике:

…рассматривать этот вариант сейчас вполне, я считаю, уместно и законно. Мы имеем полное право называться Республикой Волжская Булгария.— М. Юхма: Знание истории — необходимо
Мишши Юхма ведёт общественную работу: организовал II-й Всемирный чувашский съезд, основал Всечувашский культурный центр, Общество имени Ивана Яковлевича Яковлева, Комитет 77.
Руководитель (Президент) Чувашского регионального отделения общественной организации «Международная академия информатизации».

## Награды и признание

### Региональные награды
- Народный писатель Чувашской Республики (1993),
- Медаль ордена «За заслуги перед Чувашской Республикой», 20 мая 2006 года за большой вклад в развитие культуры и науки, многолетнюю творческую и общественную деятельность награждён[2]
- Заслуженный работник культуры Чувашской Республики,
- Заслуженный работник культуры Республики Марий Эл;
- Заслуженный работник культуры Республики Татарстан;
- Заслуженный работник культуры Удмуртской Республики;
- Благодарность Президента Чувашской Республики
- Памятная медаль «100-летие образования Чувашской автономной области» (2020)
- Благодарственное письмо Главы Чувашской Республики (2021)

### Муниципальные награды
- Почётный гражданин города Чебоксары

### Общественные награды
- Удмуртская национальная премия имени Кузебая Герда (1995, Удмурт Кенеш),
- Международная премия имени М. А. Шолохова в области литературы и искусства (2009);
- почетный академик Национальной академии наук и искусств Чувашской Республики (НАНИ ЧР)[3];
- Международная литературная премия им. Александра Фадеева — за историко-патриотические романы «Дорога на Москву» и «Голубая стрела»;
- За заслуги в развитии демократического диалога в области культуры и литературы между народами России и Германии он удостоен немецкой премии «Новостройка».
- лауреат награды «За заслуги перед тюркским миром», учрежденной международной медиа-группой «Шелковый путь» в Турции.

## Работы
Юхма Мишши написал более 100 книг. Наиболее известные:
- «Звезды зовут» («Çăлтăрсем чĕнеççĕ», 1965),
- «Московская дорога» («Мускав çулĕ», 1966),
- «Цветы Эльби» («Эльпи чечекĕсем», 1969),
- «Голубая стрела» («Кăвак çĕмрен», 1971),
- «Мальчик из Шоршел» («Малыш», 1975),
- «Кунгош — птица бессмертия» (1984; повесть о Муллануре Вахитове),
- «Потомок» («Еткер», 1986),
- «Термен» (1990),
- «Хлеб матери» («Анне çăкăрĕ», 1991),
- «Отцовский огород» («Атте пахчи», 1992),
- «Древние чуваши» («Авалхи чăвашсем», 1996),
- «Древние чувашские боги и герои» («Авалхи чăваш туррисемпе паттăрĕсем», 1996).

В последние годы писатель работает над циклом исторических романов «Млечный путь». На сегодня вышли в свет:
- «Ворота Солнца» или «Тамарислу — царица амазонок» («Хĕвел хапхи» е «Тамарислу — амаçынсен патши»);
- «Поэт и царь» («Юрăçăпа патша» е «Сăкăт пики — сар пике», 2002);
- «Алтай — родной дом» («Ылттăнту — тăван кил» е «Метте — хунсен çарпуçĕ», 2001);
- «Аттил-царь» («Аттил-патша е „Çын куççулĕ çĕре ӳкмест“, 2003);
- „Царь Кубрат“ („Купрат патша“ е „Пурнăç çулĕ — вăрăм çул“, 2003);
- „Течёт Волга“ («Атăл шывĕ юха тăрать» (чув.) е «Пуласлăха курас тесе», 2004);

Редакторская правка перевода на чувашский язык поэтессы Чегесь Люси «Витязя в тигровой шкуре» («Тигăр тирĕпе витĕннĕ паттăр»), выполненного с русского перевода Н. Заболоцкого, 2008).